# Bracon beijingensis
Bracon beijingensis är en stekelart som beskrevs av Wang, Chen och He 2004. Bracon beijingensis ingår i släktet Bracon och familjen bracksteklar. Inga underarter finns listade.